# Línea 3 (Surbus)
La Línea 3 de Surbus, en Almería, capital de la provincia homónima, en la comunidad autónoma Andalucía, España une el Hospital Torrecárdenas, al norte de la ciudad con el barrio de Nueva Almería, al sureste de la urbe. La línea es relativamente reciente y tiene un uso escaso, probablemente debido a sus pocas frecuencias.

## Características
Su intención es servir como enlace entre el sur de la ciudad de Almería y el Hospital Torrecárdenas, localizado al norte de la ciudad, y por extensión a los residentes en los barrios de Zapillo, Nueva Andalucía, San Luis y Regiones y todos los aledaños de la Avenida del Mediterráneo. La línea da servicio todos los días, con frecuencias siempre de una hora.

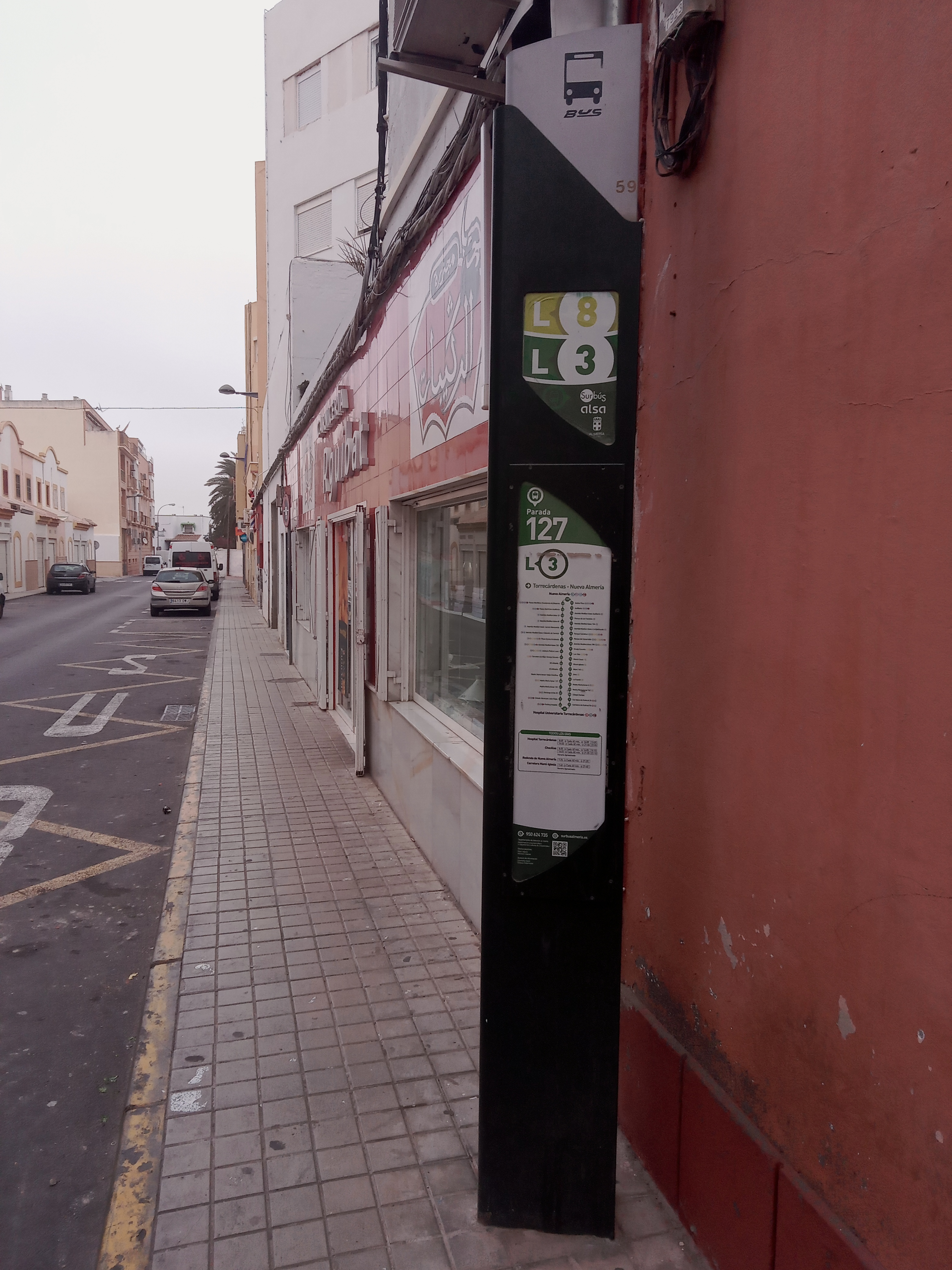
Parada del 3 y el 8 en el barrio de Las Chocillas

### Frecuencias
Esta línea funciona con poca frecuencia, todos los días del año.
| Desde Hospital Universitario Torrecárdenas |              |                     |
| De 6:55 a 22:05                            | Cada 75 min. | Dias laborables     |
| De 6:55 a 22:05                            | Cada 75 min. | Sábados             |
| De 6:55 a 22:05                            | Cada 75 min. | Domingos y festivos |
| Desde Redonda Nueva Almería                |              |                     |
| De 7:25 a 22:35                            | Cada 75 min. | Dias laborables     |
| De 7:25 a 22:35                            | Cada 75 min. | Sábados             |
| De 7:25 a 22:35                            | Cada 75 min. | Domingos y festivos |

## Recorrido
| Código | Parada                                   | Común con     | Otros                                                              |
| ------ | ---------------------------------------- | ------------- | ------------------------------------------------------------------ |
| 150    | Nueva Almería                            | 11 12 18      |                                                                    |
| 151    | Residencia 3.ª edad                      | 11 12 18      | Frente a la playa de Nueva Almería                                 |
| 152    | Auditorio                                | 11 12 18      | Frente a la playa de La Térmica Junto al Auditorio Maestro Padilla |
| 154    | Avenida Mediterráneo - Auditorio         | 11            | Junto a las pistas polideportivas de la Avenida del Mediterráneo   |
| 155    | Parque de las Familias                   | 11            |                                                                    |
| 157    | Avenida del Mediterráneo, 104            | 11            |                                                                    |
| 158    | Avenida del Mediterráneo, Cortijo Grande | 11            |                                                                    |
| 56     | Parque Carrefour                         | 4 5 6 8 11 30 |                                                                    |
| 57     | Parque del Generalife                    | 4 5 6 8 11 30 |                                                                    |
| 58     | Avenida del Mediterráneo, 298            | 4 5 6 8 11    | Frente a la jefatura de Policía Local                              |
| 81     | Granja escuela                           | 6 8 20        |                                                                    |
| 82     | Los Díaz                                 | 6 8 20        |                                                                    |
| 116    | Calle Mamí - Calle Cauce                 | 8             |                                                                    |
| 126    | Calle Mamí - Iglesia                     | 8             |                                                                    |
| 127    | Calle Mamí - Calle Zeus                  | 8             |                                                                    |
| 156    | Calle Zeus                               | 8             |                                                                    |
| 161    | Calle la Fuente                          | 8             |                                                                    |
| 321    | Madre María Aznar 6                      | 5 8           |                                                                    |
| 309    | Avenida Madre María Aznar, 142           | 8             |                                                                    |
| 311    | Colegio Europa                           |               | Junto al Hospital Torrecárdenas                                    |
| 19     | Carretera de Huércal 24                  |               |                                                                    |
| 20     | Estadio Municipal                        | 2 4           | Junto al estadio Juan Rojas                                        |
| 22     | Hospital de Torrecárdenas                | 2 4           | Junto al Hospital Torrecárdenas                                    |

| Código | Parada                         | Común con | Otros                                                            |
| ------ | ------------------------------ | --------- | ---------------------------------------------------------------- |
| 22     | Hospital de Torrecárdenas      | 2 4 18    | Junto al Hospital Torrecárdenas                                  |
| 23     | Estadio Municipal              | 2 4 18    | Junto al estadio Juan Rojas                                      |
| 307    | Calle Domingo Artés, 20        |           |                                                                  |
| 308    | Avenida Madre María Aznar, 42  | 5         |                                                                  |
| 299    | Panificadora Villablanca       | 5         |                                                                  |
| 63     | Calle Costa Montañesa          |           |                                                                  |
| 64     | Camino Romero                  |           | Junto a la Casa del Cine                                         |
| 312    | Instituto Alhadra              |           |                                                                  |
| 324    | Instituto Albaida              |           |                                                                  |
| 99     | Granja escuela                 | 6         |                                                                  |
| 69     | Jefatura Policía Local         | 5 6 12    |                                                                  |
| 70     | Avenida del Mediterráneo, 233  | 5 6 12    |                                                                  |
| 71     | Plaza Nueva Andalucía          | 5 6 12    |                                                                  |
| 159    | Avenida del Mediterráneo, EESS | 12        |                                                                  |
| 160    | Avenida del Mediterráneo, 104  | 12        |                                                                  |
| 162    | Avenida del Mediterráneo, 45   | 12        |                                                                  |
| 163    | Recinto ferial                 | 12        | Junto a las pistas polideportivas de la Avenida del Mediterráneo |
| 136    | Auditorio                      | 11 12 18  | Junto al Auditorio Maestro Padilla                               |
| 137    | Residencia 3.ª edad            | 11 12 18  |                                                                  |
| 150    | Nueva Almería                  | 11 12 18  |                                                                  |